# Děkanovice
Děkanovice jsou obec v jihovýchodní části okresu Benešov, v Želivské pahorkatině. Její katastr sousedí na východě s okresem Pelhřimov. Obec je součástí Mikroregionu Želivka se sídlem v Čechticích. Leží 42 km jihovýchodně od Benešova. Nejbližšími městy jsou Ledeč nad Sázavou (19 km SV), Humpolec (20 km JV) a Vlašim (22 km SZ). Žije zde 59 obyvatel.

## Historie
První písemná zmínka o obci pochází z roku 1352, kdy byla obec pod správou děkana vyšehradské kapituly. V době od 1. ledna 1980 do 24. listopadu 1990 byly Děkanovice součástí Studeného.
Dne 25. dubna 2018 bylo schváleno usnesením výboru pro vědu, vzdělání, kulturu, mládež a tělovýchovu udělení znaku a vlajky obce.

### Územněsprávní začlenění
Dějiny územněsprávního začleňování zahrnují období od roku 1850 do současnosti. V chronologickém přehledu je uvedena územně administrativní příslušnost obce v roce, kdy ke změně došlo:
- 1850 země česká, kraj Pardubice, politický okres Ledeč, soudní okres Dolní Kralovice[5]
- 1855 země česká, kraj Čáslav, soudní okres Dolní Kralovice
- 1868 země česká, politický okres Ledeč, soudní okres Dolní Kralovice
- 1939 země česká, Oberlandrat Německý Brod, politický okres Ledeč nad Sázavou, soudní okres Dolní Kralovice[6]
- 1942 země česká, Oberlandrat Tábor, politický okres Ledeč nad Sázavou, soudní okres Dolní Kralovice[7]
- 1945 země česká, správní okres Ledeč nad Sázavou, soudní okres Dolní Kralovice[8]
- 1949 Jihlavský kraj, okres Ledeč nad Sázavou[9]
- 1960 Středočeský kraj, okres Benešov
- 2003 Středočeský kraj, okres Benešov, obec s rozšířenou působností Vlašim

### Vývoj počtu obyvatel
| Rok            | 1869 | 1900 | 1930 | 1950 | 1970 | 1980 | 1991 | 2001 |
| Počet obyvatel | 177  | 158  | 166  | 135  | 132  | 102  | 83   | 64   |

## Současnost
V obci najdeme zemědělské provozy Agrodružstva Studený (dříve JZD Studený). Existuje zde sbor dobrovolných hasičů.

### Statistika
- Počet obyvatel (sčítání 2001): 64
- Národnost:
  - česká: 98,4 %
  - slovenská: 1,6 %
- Náboženské vyznání: věřící : 81,3 %, z toho:
  - církev římskokatolická: 100,0 %
- Ekonomická aktivita: ekonomicky aktivní: 24, z toho:
  - nezaměstnaní: 0,0 %
  - zaměstnaní v průmyslu: 33,3 %
  - v zemědělství: 29,2 %
  - ve stavebnictví: 16,7 %
  - ve veřejné správě: 8,3 %
- Počet obyvatel (MVČR, 2007): 55, z toho:
  - podíl mužů: 56,4 %
  - podíl dětí do 15 let: 7,3 %
- Průměrný věk: 43,4 let, z toho:
  - muži: 37,2 let
  - ženy: 51,6 let

## Pamětihodnosti
- kaplička na návsi

## Doprava
Okraj území obce protíná dálnice D1 v tomto úseku vystavěná v roce 1977. Obcí prochází i silnice III/11232 Studený - Děkanovice - Tomice.
Železniční trať ani stanice na území obce nejsou.
V obci měly v roce 2012 zastávky autobusové linky Vlašim-Studený-Dolní Kralovice-Snět (v pracovních dnech 3 spoje, o víkendu 1 spoj) a Čechtice-Dolní Kralovice-Ledeč nad Sázavou (v pracovních dnech 3 spoje) (dopravce ČSAD Benešov, a. s.).

## Turistika
- Pěší turistika – Obcí vedou turistické trasy  Trhový Štěpánov - Keblov - Děkanovice - Blažejovice - Snět a  Čechtice - Studený - Děkanovice - Dolní Kralovice.

## Galerie

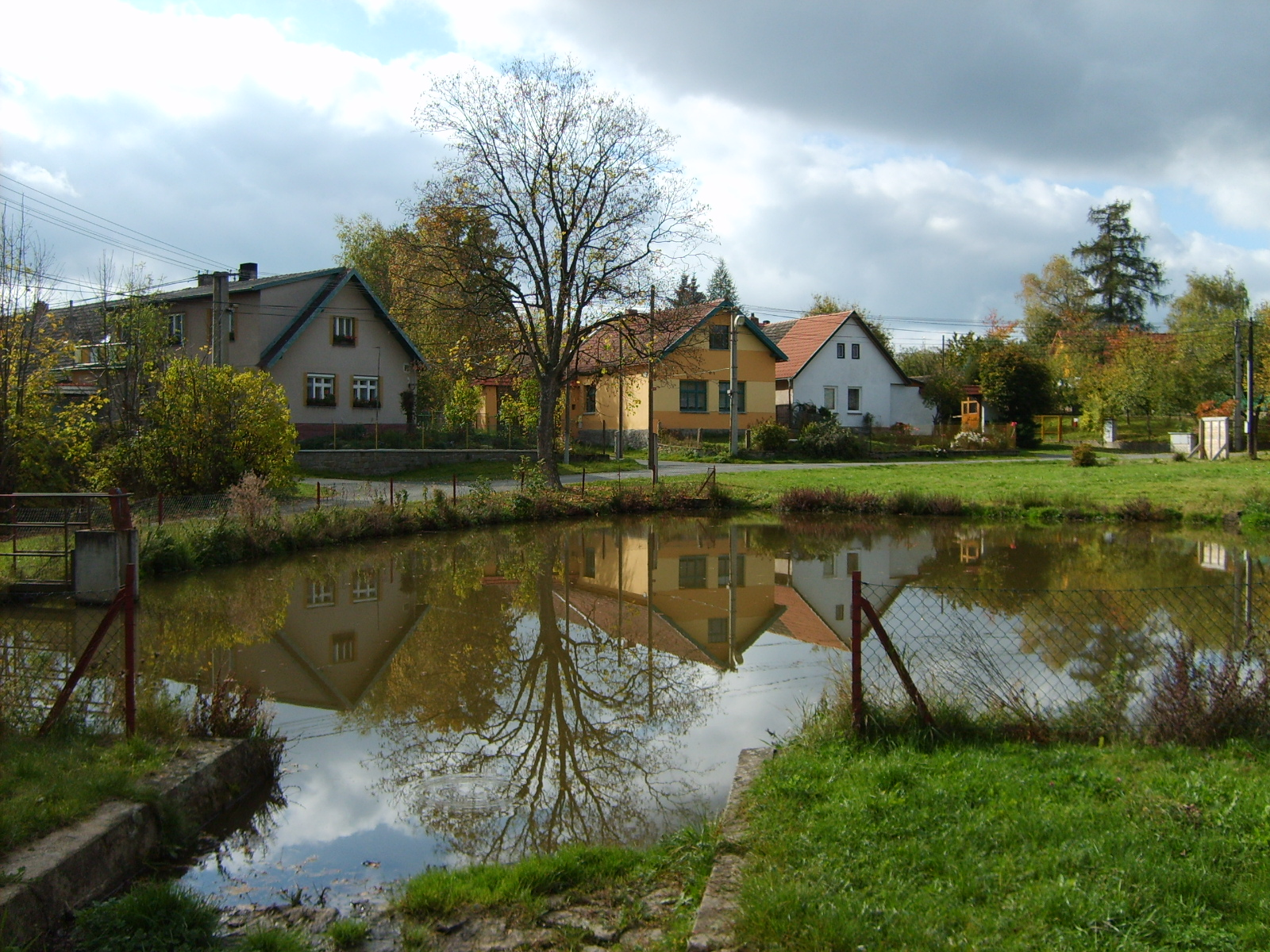
Náves v Děkanovicích
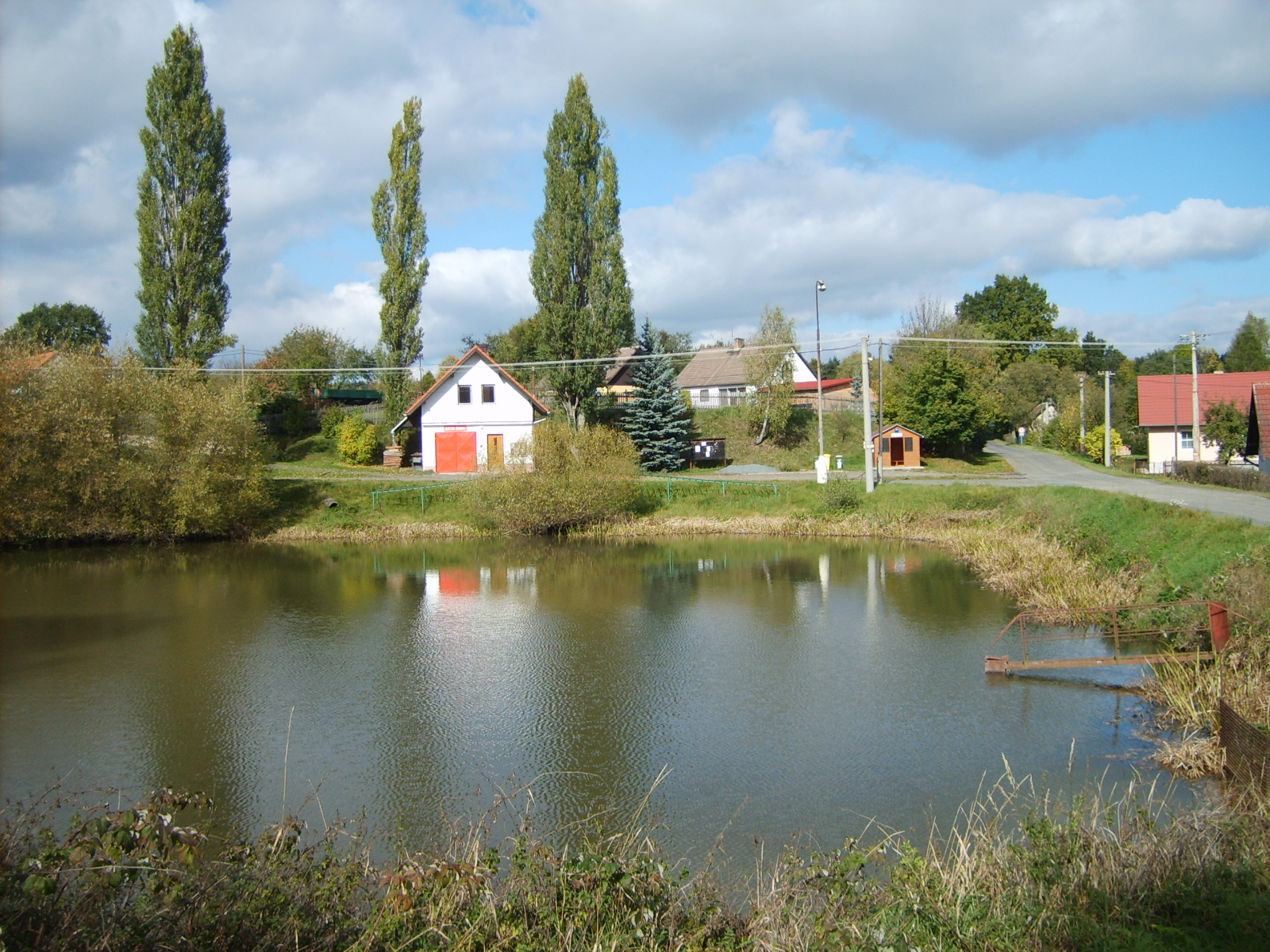
Hasičská zbrojnice a autobusová zastávka
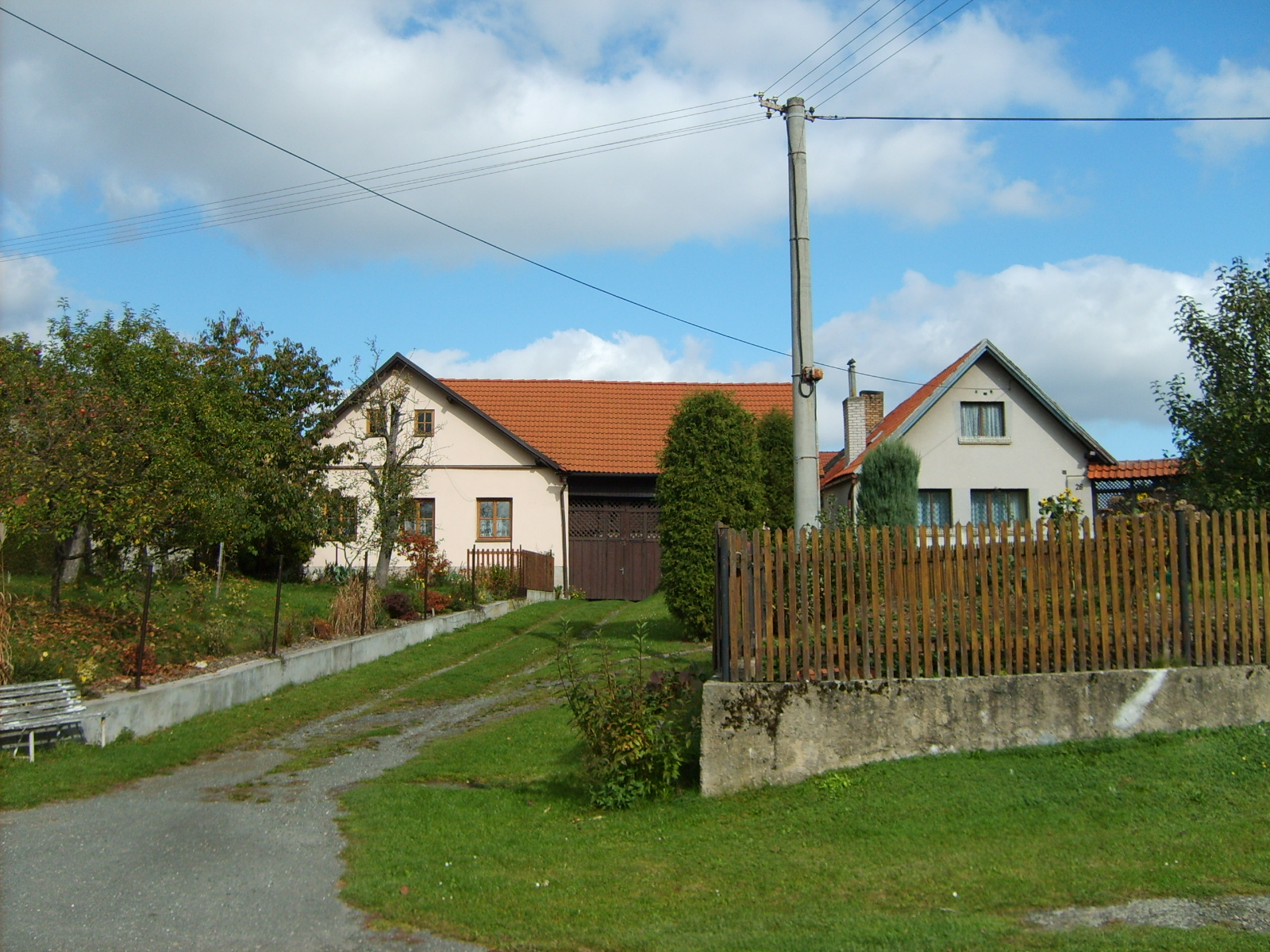
Chalupy na návsi